# Мамба, Клиффорд
Клиффорд Сибусисо Мамба (англ. Clifford Sibusiso Mamba; род. 5 мая 1963, Манзини) — свазилендский легкоатлет, выступавший в беге на короткие дистанции; дипломат, государственный деятель. Участник летних Олимпийских игр 1984 года.

## Биография
Клиффорд Мамба родился 5 мая 1963 года в свазилендском городе Манзини.
В 1984 году вошёл в состав сборной Свазиленда на летних Олимпийских играх в Лос-Анджелесе. В беге на 100 метров занял в забеге 1/8 финала последнее, 8-е место, показав результат 11,24 секунды и уступив 0,64 секунды попавшему в четвертьфинал с 5-го места Филипу Аттипое из Ганы. В беге на 200 метров занял в забеге 1/8 финала последнее, 8-е место с результатом 22,76, уступив 1,64 секунды рлравшему в четвертьфинал с 3-го места Юргену Эверсу из ФРГ.
В 1987 году участвовал в чемпионате мира в помещении в Индианаполисе. В беге на 60 метров выбыл в четвертьфинальном забеге, установив национальный рекорд — 7,21 секунды.
Учился в Великобритании, в 1984 году получил степень бакалавра в Мидлсекском университете. Изучал политику, экономику, международные отношения.
В 1987—1991 годах работал в Лондоне финансовым консультантом, финансовым специалистом, специалистом по экспорту, управляющим директором фирмы.
Впоследствии перешёл на дипломатическую службу. В декабре 1991 — декабре 1996 года был послом Свазиленда в Бельгии, также аккредитованным в Нидерландах, Люксембурге, Франции, Германии, Швейцарии и ЕС. В январе 1997 — 1999 году был послом Свазиленда в Южной Корее, также аккредитованным в Японии, Сингапуре и Брунее. В 1999—2000 годах был верховным комиссаром Свазиленда в Малайзии. В 2000—2005 годах занимал пост постоянного представителя Свазиленда при ООН в Нью-Йорке. В 2005—2007 годах был главным секретарём Министерства иностранных дел и торговли Свазиленда. В 2007 году стал верховным комиссаром Свазиленда в Сингапуре.
Увлекается лёгкой атлетикой, теннисом, гольфом, музыкой, чтением, спортивными и политическими публикациями.

## Личные рекорды
- Бег на 100 метров — 11,03 (1983)[5]
- Бег на 200 метров — 22,22 (1983)[5]